# Петър Първанов (цирков артист)
Вижте пояснителната страница за други личности с името Петър Първанов.
Петър (Пепо) Асенов Първанов е български цирков артист.

## Биография
Роден е в Търговище на 5 май 1914 г. Участва в масови циркови пантомими и се изявява като клоун. Най-значимите му постижения са в дресурата на кучета и понита. Известен е с представленията „кучешко училище“, „футболен мач“, „куче санитар“, „куче математик“, „куче жокей“, „куче въжеходец“, „куче музикант“. Участва в български и чуждестранни циркове.